# Rätikon

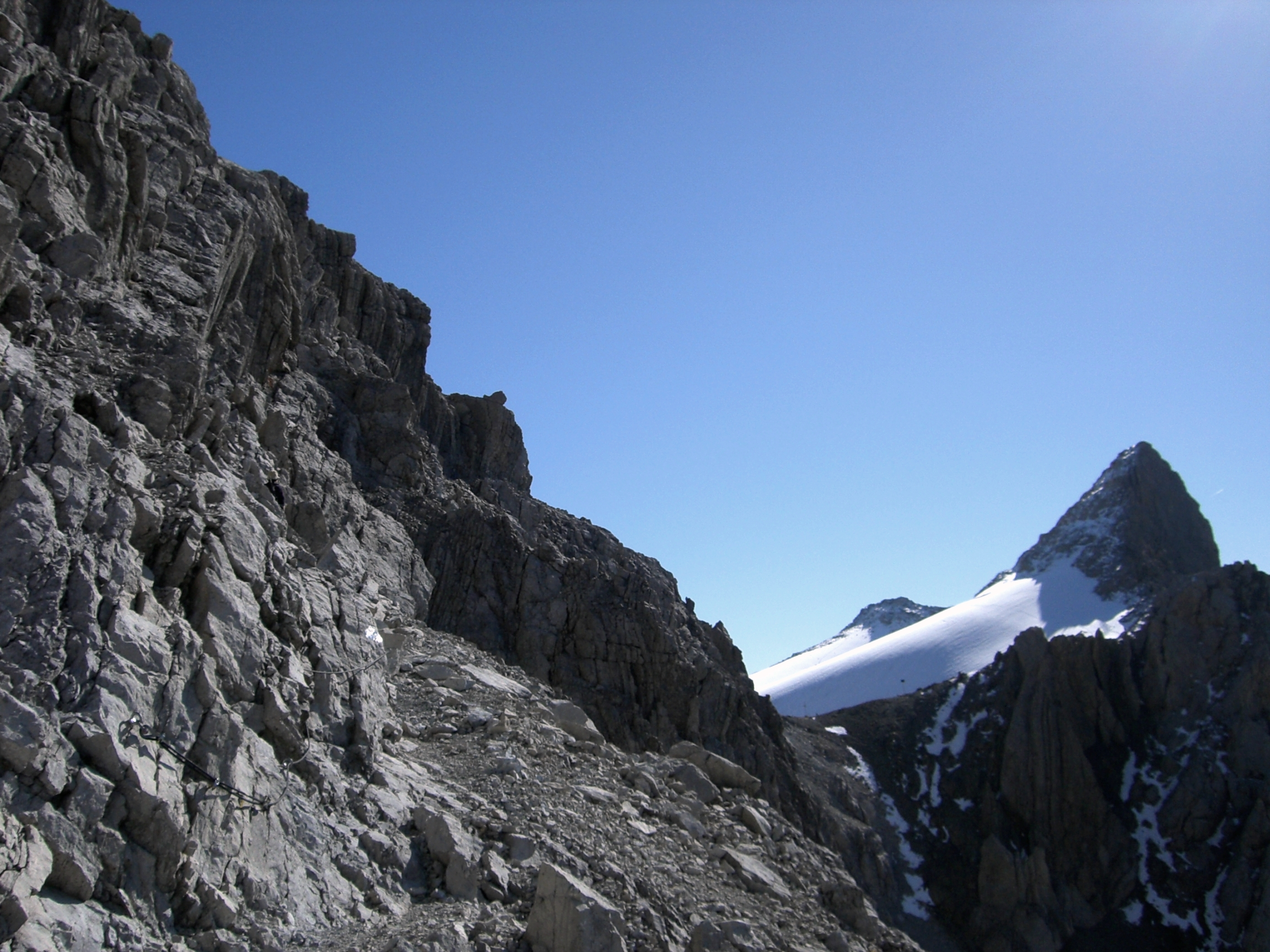
Schesaplana.

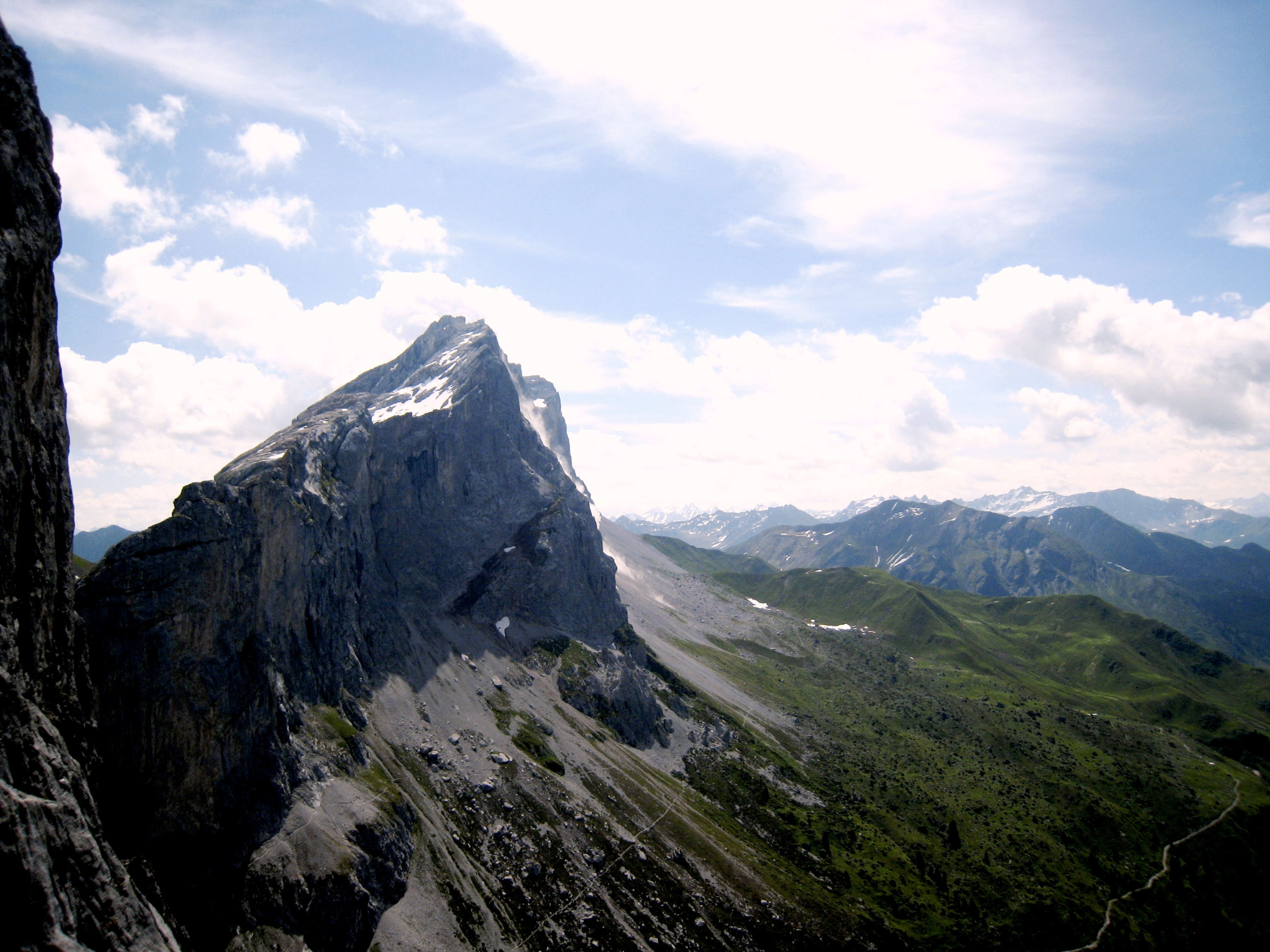
Drusenfluh.

Rätikon – pasmo górskie w Alpach Wschodnich. Leży na pograniczu Austrii (Vorarlberg), Szwajcarii (Gryzonia) i Liechtensteinu. Pasmo to jest geologiczną granicą między Alpami Wschodnimi a Zachodnimi. Na południu graniczy z doliną Prättigau; od północy z Walgau; na wschodzie z pasmem Silvretta.

## Szczyty
Najważniejsze szczyty pasma Rätikon to:
- Schesaplana 2964 m
- Schiltfluh 2890 m
- Panüeler 2859 m
- Drusenfluh 2829 m
- Madrisahorn 2830 m
- Sulzfluh 2820 m
- Zimbaspitze 2643 m
- Vorder Grauspitz 2599 m
- Hinter Grauspitz 2574 m
- Falknis 2566 m
- Naafkopf 2571 m
- Hornspitze 2537 m
- Vilan 2376 m
- Sassauna 2308 m